# دایی وانیا
دایی وانیا نمایشنامه‌ای نوشتهٔ آنتوان چخوف است که نخستین بار در سال ۱۸۹۸ میلادی منتشر شد و در سال ۱۸۹۹ در تئاتر هنری مسکو به کارگردانی کنستانتین استانیسلاوسکی روی صحنه رفت.
این نمایشنامه، ماجرای سرزدن یک استاد بازنشسته به نام سربریاکوف همراه با همسر جوان و فریبنده‌اش به نام یلنا به یک ملک روستایی است که مخارج زندگی آن‌ها در شهر را تأمین می‌کند. دو دوست به نام‌های وانیا (برادر همسر اول پروفسور سربریاکوف که سال‌ها ادارهٔ این ملک را برعهده داشته) و آستروف (پزشک محلی) هردو شیفتهٔ یلنا می‌شوند و در خلال نمایش، از ملال و بیهودگی ادارهٔ ملک می‌نالند. سونیا، دختر پروفسور سربریاکوف از همسر اولش، که در ادارهٔ ملک با دایی‌اش وانیا همکاری کرده، از علاقهٔ یک‌طرفه‌اش به آستروف رنج می‌برد. اوضاع هنگامی بحرانی می‌شود که پروفسور اعلام می‌کند قصد دارد این ملک را که خانهٔ وانیا و سونیا هم هست بفروشد و پول آن را برای رسیدن به درآمد بیشتر برای خود و همسرش، در جای دیگری سرمایه‌گذاری کند.
دایی وانیا توسط هوشنگ پیرنظر، ناهید کاشی‌چی و پرویز شهدی به فارسی برگردانده شده‌است.

## شخصیت‌ها
- الکساندر ولادیمیرویچ سربریاکوف: استاد بازنشستهٔ دانشگاه که سال‌ها با درآمد ملک روستایی همسر اولش، در شهر زندگی کرده‌است.
- هلنا آندری‌یونا سربریاکوف (یلنا): همسر دوم پروفسور سربریاکوف که زنی ۲۷ ساله و بسیار زیباست.
- سوفیا الکساندرونا سربریاکوف (سونیا): دختر پروفسور سربریاکوف از همسر اولش. او به سن ازدواج رسیده اما زیبا محسوب نمی‌شود.
- ماریا واسیلی‌یونا ووینیتسکایا: مادر وانیا و خواهر او که همسر اول پروفسور بوده.
- ایوان پتروویچ وینی‌تسکی (دایی وانیا): پسر ماریا و دایی سونیا، شخصیت اصلی نمایشنامه. او ۴۷ سال دارد.
- میخائیل لوویچ آستروف: مردی میانسال که پزشک روستاست.
- ایلیا ایلیچ تله‌گین: زمین‌دار مستمند که وابستهٔ خانوادهٔ وانیا شده و در ملک آنها زندگی می‌کند.
- مارینا تیموفی‌یونا: دایهٔ پیر.
- یک مرد کارگر.

## خلاصهٔ داستان
«پروفسور سربریاکوف، دانشمندی میان‌مایه و متظاهر، سال‌هاست که با جان کندن، دخترش سونیا و برادرزنش ایوان (دایی وانیا) که ادارهٔ ملکی را که از زن مرحومش به میراث برده به عهده دارند، زندگی بی‌دغدغه‌ای را می‌گذراند. سربریاکوف حالا با یلنا، دختر جوانی که مجذوب شهرت او شده، ازدواج کرده است. بی‌قراری یلنا و خودخواهی سربریاکوف کار ادارهٔ ملک را مختل می‌کند و این اوضاع متشنج وقتی به اوج خود می‌رسد که سربریاکوف اعلام می‌کند می‌خواهد ملکش را بفروشد و در شهر زندگی کند...»